# Le Puits fantastique
Pour plus de détails, voir Fiche technique et Distribution.
Le Puits fantastique est un film muet français réalisé par Georges Méliès, sorti en 1903.

## Synopsis
Des paysans se saluent autour d'un puits. Un homme passe avec son âne. Il frappe une vieille mendiante à qui il refuse l'aumône, mais qui s'avère être une sorcière. Elle ensorcelle alors le puits. Quand il vient tirer de l'eau pour sa bête, du puits sort un liquide enflammé qui précède un diable. Le puits s'élève dans les airs, se transformant en objet diabolique, vomissant des diablotins et un grand serpent qui menace d'avaler l'homme. Le puits semble redevenir normal, mais des crapauds géants en sortent et entraînent l'homme dans le puits. Il parvient à en sortir, et le puits change de place, se transformant de nouveau en diable. Les villageois accourent pour le démolir, mais le démon finalement disparaît.